# 松本寿子
松本 寿子（まつもと ひさこ、1964年 - ）は、日本のアニメーションプロデューサー。株式会社NHKエンタープライズ執行役員。

## 経歴
NHKにおけるオリジナルアニメーション制作の拡大に貢献した一人であり、『おじゃる丸』・『ななみちゃん』などの子供向け作品から、『プラネテス』・『電脳コイル』などのコア層に支持を得る作品まで幅広く担当している。
久しく放送が無かった日曜19時30分開設のNHK総合アニメ枠における制作責任者だった（当アニメ枠は現在廃止されている）。また、愛知万博の企画展示なども行っていた。
NHKの性質上、（民放以上に）プロデューサーなどの裏方が表に（テレビ媒体に限らず、一般・アニメ雑誌などにも）出る事は稀である。
SKIPシティ国際Dシネマ映画祭2017では、アニメーション部門の審査員を務めた。

## 担当作品

### 企画作品
- プラネテス

### 制作統括作品
- 無人惑星サヴァイヴ
- メジャー（1期～3期）※4期からは野島正宏

### プロデュース作品
- YAT安心!宇宙旅行
- 飛べ!イサミ
- おじゃる丸（一定期間毎に担当）
- 映画おじゃる丸 約束の夏 おじゃるとせみら
- コレクター・ユイ
- カスミン
- ななみちゃん
- 精霊の守り人
- 電脳コイル